# Space Police - Defenders of the Crown
Albums de Edguy
Age of the Joker
(2011)
Space Police: Defenders of the Crown est le onzième album studio du groupe de power metal allemand Edguy, sorti le 18 avril 2014 chez Nuclear Blast. 

## Membres
- Tobias Sammet - Chant
- Jens Ludwig - Guitare solo
- Dirk Sauer - Guitare rythmique
- Tobias « Eggi » Exxel - Basse
- Felix Bohnke - Batterie

### Invités
- Eddy Wrapiprou – Synthétiseurs

## Liste des morceaux
1. Sabre & Torch, 5:00
2. Space Police, 6:00
3. Defenders of the Crown, 5:40
4. Love Tyger, 4:26
5. The Realms of Baba Yaga, 6:07
6. Rock me Amadeus, 3:19 (reprise du chanteur autrichien Falco)
7. Do me like a Caveman, 4:09
8. Shadow Eaters, 6:08
9. Alone in Myself, 4:36
10. The Eternal Wayfarer, 8:50